# Серна, Диего
Диего Алонсо Серна Лопера (исп. Diego Alonso Serna Lopera; род. 2 октября 1973, Медельин) — колумбийский футболист, который также играл в шоубол за «Сиракьюс Силвер Найтс» из американской MISL. Он является лучшим бомбардиром в истории клуба MLS «Майами Фьюжн».

## Карьера

### Ранняя карьера и MLS
Серна начинал свою карьеру в родной Колумбии с «Кортулуа» и «Индепендьенте Медельин», где играл до перехода в клуб MLS, «Майами Фьюжн», в 1998 году. Он стал игроком основы в Майами, где играл все четыре года существования команды. В целом, он сыграл 100 матчей, забил 52 гола и отдал 36 передач, также он забил гол и сделал голевую передачу в шести матчах плей-офф. В 2001 году он был включён в символическую сборную MLS.
«Фьюжн» был расформирован до сезона MLS 2002 года, и Серна был куплен четвёртым в рамках проекта распределения игроков расформированных клубов MLS. Его приобрёл «Метростарз», который ради этого продал Марка Чанга. Диего сыграл только восемь матчей за клуб, забив один гол. Он был продан в «Нью-Инглэнд Революшн» в середине сезона в обмен на Мамаду Дьялло. Серна забил только один гол в пяти играх, прежде чем сезон для него закончился травмой. Он вернулся в Колумбию, где играл за «Атлетико Насьональ» и «Индепендьенте Медельин», прежде чем вернуться в MLS в середине сезона 2003 года, перейдя в «Лос-Анджелес Гэлакси», он забил три гола в десяти играх.

### Возвращение в Южную Америку
Пробыв некоторое время в родной Колумбии в составе «Онсе Кальдас» и «Депортес Киндио», Серна вернулся в MLS, где играл за «Колорадо Рэпидз» в августе 2005 года. Затем в 2006 году он играл за «Макару» из Эквадора до перехода в бразильский «Насьонал Фаст Клуб» на 2007/08 сезон.

### USL
Хотя Серна был превосходным бомбардиром в MLS, после расформирования «Майами Фьюжн» он уже никогда не достиг своей лучшей формы, однако игра в различных лигах по всей Южной Америке способствовала накоплению опыта. В 2009 году он вернулся во Флориду, подписав контракт с «Майами», в дебютном матче он забил гол, а также сделал две голевые передачи, обеспечив победу новому клубу.

### Шоубол
11 октября 2011 года Серна подписал контракт с «Сиракьюс Силвер Найтс» из американской MISL. Он дебютировал в матче с «Рочестер Лансерс», который закончился победой со счётом 16:15. Он был уволен из команды 6 января 2012 года.